# Ad Mare
Ad Mare — дебютный сингл-альбом южнокорейской гёрл-группы Nmixx, выпущенный 22 февраля 2022 года лейблом JYP Entertainment, дистрибуцию выполнил лейбл Dreamus. Альбом содержит четыре трека, включая ведущий сингл «O.O», би-сайд «Tank» (占) и инструментальные композиции для обеих песен.

## Релиз и продвижение
9 июля 2021 года лейбл JYP Entertainment объявил, что новая женская группа дебютирует в феврале 2022 года, это первый гёрл-группа дебютировавшая под лейблом JYP с момента дебюта Itzy в 2019 году. 2 февраля 2022 года лейбл сообщил, что группа дебютирует 22 февраля с сингл-альбомом Ad Mare. Через шесть дней был представлен трек-лист, где сингл «O.O» был указан ведущим. Уже 17 февраля вышел первый тизер музыкального клипа на эту же песню. Два дня спустя был выпущен видео-тизер, а 21 февраля второй тизер музыкального клипа на песню «O.O». Сингл-альбом вместе с музыкальным клипом на композицию «O.O» был выпущен 22 февраля.
18 февраля JYP объявили, что дебютный шоукейс группы будет перенесен на 1 марта после того, как у участницы Бэй был диагностирован COVID-19.

## Композиции
Ведущий сингл «O.O» была описан лейблом, как песня со «смесью жанров фанк-кариока и тин-попа с элементами рока» с «интенсивным захватывающим вступлением трэпа». Би-сайд «Tank» представлен треком с «заводным вокалом и уникальным рэпом», в которой присутствуют «тембр и взрывные высокие частоты» участницы Лили, а текст песни «сравнивает уверенное и амбициозное отношение с танком».

## Приём
Тану И. Радж из NME дал Ad Mare 2 звезды из 5, назвав его «непоследовательным» и «изменчивым» из-за неравномерных переходов от электропопа к поп-року и хип-хопу в «O.O». Хотя он оценил более простые мелодии в «Tank».

## Коммерческий успех
Ad Mare дебютировал на третьей строчке южнокорейского чарта Gaon
, в ежемесячном чарте сингл дебютировал на третьем месте за февраль 2022 года с 161 312 проданными копиями.

## Список треков
| №                   | Название                | Текст песни                                                       | Музыка | Аранжировка                                          | Длительность |
| ------------------- | ----------------------- | ----------------------------------------------------------------- | --- | ---------------------------------------------------- | ------------ |
| 1.                  | «Tank» (кит. 占)        | Dr.JO (153/Joombas) О Хён Сон (Lalala Studio) Чон Чжун Хо О Ю Вон | Дуэйн Абернати-младший Эрика Дж. Коултер Дианна Делласиоппа Мэтью Джарагин | Дем Джойнц Райан С. Джун                             | 2:48         |
| 2.                  | «O.O»                   | Dr.JO (153/Joombas)                                               | Brian U (The Hub) Enan (The Hub) MarkAlong (The Hub) Charlotte Wilson (The Hub) Chanti (The Hub) EJAE Awry (The Hub) Ayushy (The Hub) Jan Baars (The Hub) Rajan Muse (The Hub) | Brian U (The Hub) Enan (The Hub) MarkAlong (The Hub) | 2:52         |
| 3.                  | «Tank» (кит. 占; Inst.) |                                                                   | Дуэйн Абернати-младший Эрика Дж. Коултер Дианна Делласиоппа Мэтью Джарагин | Дем Джойнц Райан С. Джун                             | 2:48         |
| 4.                  | «O.O» (Inst.)           |                                                                   | Brian U (The Hub) Enan (The Hub) MarkAlong (The Hub) Charlotte Wilson (The Hub) Chanti (The Hub) EJAE Awry (The Hub) Ayushy (The Hub) Jan Baars (The Hub) Rajan Muse (The Hub) | Brian U (The Hub) Enan (The Hub) MarkAlong (The Hub) | 2:52         |
| Общая длительность: | Общая длительность:     | Общая длительность:                                               | Общая длительность: | Общая длительность:                                  | 6:23         |

## Чарты

### Еженедельный чарт
| Чарт (2022)             | Высшая позиция |
| ----------------------- | -------------- |
| Япония (Oricon)         | 29             |
| Республика Корея (Gaon) | 1              |

### Ежемесячный чарт
| Чарты (2022)            | Высшая позиция |
| ----------------------- | -------------- |
| Республика Корея (Gaon) | 3              |

## Сертификация
| Страна           | Сертификация | Продажи |
| ---------------- | ------------ | ------- |
| Республика Корея | Платиновая   | 250,000 |

## История релиза
| Регион           | Дата                 | Формат                        | Лейбл       |
| ---------------- | -------------------- | ----------------------------- | ----------- |
| Республика Корея | 22 февраля 2022 года | Компакт-диск                  | JYP Dreamus |
| Мир              | 22 февраля 2022 года | Цифровая дистрибуция стриминг | JYP Dreamus |